# Dobronadijiwka
Dobronadijiwka (ukrainisch Добронадіївка; russisch Добронадиевка Dobronadijewka) ist ein Dorf im Osten der ukrainischen Oblast Kirowohrad mit etwa 800 Einwohnern (2001).

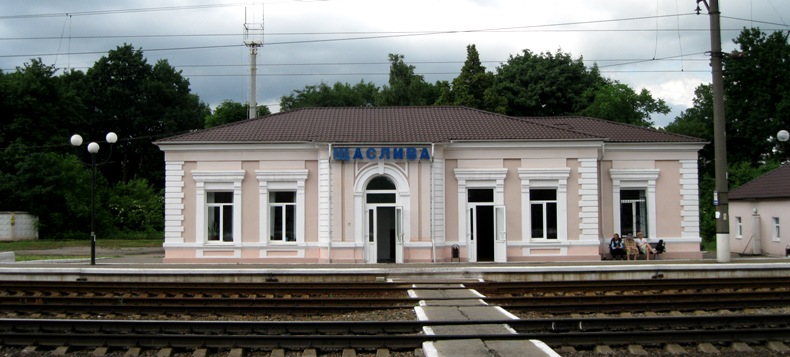
Bahnhof im Ort

## Geographie
Das Mitte des 19. Jahrhunderts gegründete Dorf liegt im Süden des Rajon Oleksandrija unweit zur Grenze zum Rajon Petrowe und zum, zur Oblast Dnipropetrowsk gehörenden, Rajon Pjatychatky. Die Ortschaft liegt 29 km südöstlich vom Rajonzentrum Oleksandrija, an der Fernstraße M 04 (E 50) zwischen Kukoliwka und Schtschaslywe. Im Gemeindegebiet liegt die Quelle der Selena.

## Landratsgemeinde
Am 12. Juni 2020 wurde das Dorf ein Teil der neugegründeten Landgemeinde Popelnaste, bis dahin bildete es zusammen mit den Dörfern Kateryniwka (ukrainisch Катеринівка), Medowe (ukrainisch Медове), Selenyj Barwinok (ukrainisch Зелений Барвінок) und Selenyj Haj (ukrainisch Зелений Гай) die gleichnamige Landratsgemeinde Dobronadijiwka (Добронадіївська сільська рада/Dobronadijiwska silska rada) im Südosten des Rajons Oleksandrija.